# Epicedion
Epicedion (грец. поховальний плач) — жалобна поема польською мовою з численними українізмами, написана наприкінці 1584 — на початку 1585 в с. Нижня Білка (нині Мала Білка Лановецького району Тернопільської області). Повна назва — «Epicedion, себто вірш жалобний про благородного й вічної пам'яті гідного князя Михайла Вишневецького».
Автор твору, найімовірніше, — власник села, шляхтич Ж. Білецький. Поема написана з приводу смерті князя М. Вишневецького у жовтні 1584 й описує його чесноти та подвиги; в ній трапляються запозичення з античної і польської літератур. Надрукована 1585 року в Кракові (Польща).
Нині в бібліотеках України і Польщі не зафіксований жодний збережений примірник. Твір переклав українською мовою Вадим Пепа.